# Schizothorax longibarbus
Schizothorax longibarbus är en fiskart som först beskrevs av Fang, 1936.  Schizothorax longibarbus ingår i släktet Schizothorax och familjen karpfiskar. Inga underarter finns listade i Catalogue of Life.